# Zatoka Nowowarpieńska
Zatoka Nowowarpieńska – zatoka Zalewu Szczecińskiego w jego południowej części. Zatoka rozdziela ziemie Równiny Wkrzańskiej. Od południa wody zatoki łączą się z Jeziorem Nowowarpieńskim. Od Zalewu Szczecińskiego jest oddzielona Łysą Wyspą oraz Półwyspem Grodzkim. Pomiędzy jeziorem a zatoką znajduje się także Półwysep Nowowarpieński, na którym położone jest miasto Nowe Warpno z portem morskim. Przy północno-zachodnim brzegu położona jest miejscowość Altwarp (Stare Warpno).
Przez zatokę przechodzi granica polsko-niemiecka – wschodnia część należy do gminy Nowe Warpno, a zachodnia do niemieckiego powiatu Vorpommern-Greifswald w Meklemburgii-Pomorzu Przednim.